# LaRon Dendy
Laron Marquise Tarell Dendy (Greenville, Carolina del Sur, 18 de diciembre de 1988) es un exjugador de baloncesto estadounidense. Con 2,06 metros de estatura, kugaba en la posición de ala-pívot.

## Trayectoria deportiva

### Universidad
Jugó dos años en el Community College de Indian Hills, donde en su primera temporada promedió 8,5 puntos y 6,3 rebotes, mientras que en la segunda se vio mermado por una lesión, y acabó con unos promedios de 8,1 puntos y 4,1 rebotes por partido. En 2009 continuó sus estudios jugando con los Cyclones de la Universidad Estatal de Iowa, donde permaneció una temporada en la que promedió 7,3 puntos y 3,6 rebotes por partido. Al año saiguiente fue transferido a los Middle Tennessee de la Universidad Middle Tennessee, donde tras cumplir el preceptivo año de sanción que impone la NCAA, jugó su última temporada como universitario, en la que promedió 14,6 puntos, 7,1 rebotes, 2,1 asistencias y 1,4 tapones por partido, que le valieron para ser incluido en el mejor quinteto de la Sun Belt Conference y ser considerado el Jugador del Año de la conferencia.

### Profesional
Tras no ser elegido en el Draft de la NBA de 2012, jugó con los Washington Wizards las Ligas de Verano de la NBA, en las que disputó tres partidos, en los que promedió 3,3 puntos y 1,7 rebotes. En el mes de septiembre fichó por el Kolossos Rodou BC de la A1 Ethniki griega, rompiendo el compromiso que tenía con el JDA Dijon francés. Disputó 16 partidos, en los que promedió 14,1 puntos y 5,7 rebotes, hasta que en marzo de 2013 fichó por el Darüşşafaka S.K. turco, donde acabó la temporada promediando 18,8 puntos y 7,9 rebotes por encuentro.
En agosto de 2013 fichó por el Ferro-ZNTU Zaporozhye de la Superliga de Ucrania, donde jugó 18 partidos, en los que promedió 14,6 puntos y 9,0 rebotes, dejando el equipo en febrero de 2014.
Al año siguiente firmó con el Melikşah Üniversitesi S.K. turco, donde jugó una temporada en la que promedió 14,2 puntos y 9,7 rebotes por partido. En agosto de 2015 se comprometió con el Provence Basket de la Pro B francesa, Jugó una temporada como titular, en la que promedió 12,6 puntos y 5,5 rebotes por encuentro.
En septiembre de 2016 regresó a Turquía para fichar por el Düzce Belediye de la Türkiye Basketbol 1. Ligi.